# 1801 في المملكة المتحدة
فيما يلي قوائم الأحداث التي وقعت خلال عام 1801 في المملكة المتحدة.

## سياسة

### تعيين في المنصب
- 1 يناير – سبنسر برسيفال النائب العام لإنجلترا وويلز [الإنجليزية]‏.
- 1 يناير – ويليام بيت الأصغر رئيس وزراء المملكة المتحدة.
- 20 فبراير – روبرت جنكنسون وزير الدولة للشؤون الخارجية وشؤون الكومنولث [الإنجليزية]‏.
- 14 مارس – هنري أدينغتون رئيس وزراء المملكة المتحدة،مستشار الخزانة.

### انتهاء فترة المنصب
- 20 فبراير – ويليام غرنفيل وزير الدولة للشؤون الخارجية وشؤون الكومنولث [الإنجليزية]‏.
- 14 مارس – ويليام بيت الأصغر رئيس وزراء المملكة المتحدة.
- 30 يوليو – دوق بورتلاند وزير الدولة للشؤون الداخلية [الإنجليزية]‏.

## مواليد

### فبراير
- 21 فبراير – جون هنري نيومان

### يوليو
- 27 يوليو – جورج بيدل أيري

### أغسطس
- 12 أغسطس – البارون دي سلان

### سبتمبر
- 17 سبتمبر – إدورد وليم لين مترجم من المملكة المتحدة.

### ديسمبر
- 7 ديسمبر – ويليام بروكتر رائد أعمال من الولايات المتحدة الأمريكية.

## وفيات

### مارس
- 28 مارس – رالف أبركرمبي (مواليد 1734)